# ゲルシフトアッセイ
ゲルシフトアッセイとは特定の塩基配列をもつ核酸断片とタンパク質の結合を調べる実験系。転写因子の結合配列の解析に広く用いられる。EMSA (Electrophoresis Mobility Shift Assay) とも呼ばれる。
原理は核酸断片にタンパク質が結合すると核酸断片のみの場合よりも総体として分子量が大きくなるということで、この結果電気泳動で遅く流れること（移動度 mobility の違い）を利用して可視化する。
具体的な例としては、リンの放射性同位体でDNA断片を標識し、タンパク質と混合したのち、ポリアクリルアミドゲルで展開し、オートラジオグラフィーによって分析する。遊離しているDNA断片は早く流れるため下部にくるが、タンパク質が結合した断片はゆっくり流れるために上部にバンドとしてあらわれる。